# Ise z Cilkani
Ise z Cilkani, Jese z Cilkani – święty mnich chrześcijański.
Według hagiografii pochodził z Syrii. W młodości dołączył do klasztoru założonego przez mnicha Jana i razem z nim opuścił pustynię w Syrii jako jeden z dwunastu wybranych uczniów. Razem z innymi mnichami ze wspólnoty kierowanej przez Jana żył następnie na górze Zaden (późniejsza Zedazeni), uznawany przez miejscową ludność za świętego ascetę i cudotwórcę. Po kilku latach życia w klasztorze, gdy był hierodiakonem, został wybrany przez Katolikosa-Arcybiskupa Mcchety Eulaliusza na biskupa Cilkani. Jego chirotonia odbyła się w Mcchecie.
W prawosławnej hagiografii określany jest jako „przykład najświętszej miłości i czystości”. W kierowanej przez siebie diecezji rozwinął szeroką działalność misyjną. Przypisuje mu się również liczne cuda.
Po śmierci pochowany w katedrze w Cilkani.